# 裙帶關係
裙帶關係，意即任人唯親、私相授受，此種途徑亦可稱為「靠關係」，指人才徵選或選拔等人事管理與特定人際關係的好壞相關。關係較好的，如親屬、同宗族、朋友、黨派同志、相同利益集團成員等內團體，可得到較好的待遇。在政治评论中，透過这种方式获得职位者，称太子党。

## 歐洲語言詞源
歐洲語言的類似詞語源于意大利语nepotismo，源于拉丁语词根nepos，意为侄子。自中世纪以来直至 17 世纪末，一些天主教教皇和主教（神职人员曾发誓守贞）没有合法子女。他们的私生子被称为“侄子”而不是儿子，经常被安插进要职。

## 哲學史上的論述
古代哲學家大多反對裙帶關係，包括亞里士多德。《蒂魯古拉爾》的第二本书对裙带关系和偏袒作出了如下评论：“如果你只是因为喜欢或爱上一个不适合的人而选择他来做你的工作，他会让你犯下无数的愚蠢行为。”他认为，裙带关系既邪恶又不明智，会受制于关系。

## 爭議
- 正方：人脈關係中，任用可以信任的、有共同利益的人是理所當然的。自己的兄弟姊妹、父親、母親、丈夫/妻子是當然之選。
- 反方：裙帶關係特色是任用親朋黨羽。相對於任人唯賢，這種做法可能致裙帶資本主義、「一人得道雞犬升天」、太子黨、高干子弟、「上品無寒門，下品無士族」等種種現象，進而導致冗員、腐敗及階級複製的產生。而且裙帶主義者久而久之將失去對自己親人以外的人的信任，對自己親人產生永遠無法消除的依賴，無法在任何事上獨立做主。

## 延伸閱讀
- 家族生意
- 儒家中庸「親親為大」、親親相容隱
- 內團體偏私（英语：in-group favoritism）
- 靠爸族 或 拼爹 或 父幹
- 特權階級
- 世襲貧窮
- 階級流動
- 蔭襲
- 不正当竞争
- 社会不平等
- 土皇帝校長